# Quatuor à cordes no 7 de Dvořák
Pour les articles homonymes, voir Quatuor à cordes no 7.
Le Quatuor à cordes no 7 en la mineur opus 16 B.45 est un quatuor d'Antonín Dvořák. Composé en 1874 à Vysoka, il fut créé le 29 décembre 1878 à la Société de musique de chambre de Prague. Il a été imprimé d'abord en 1876 chez Emanuel Stary, puis après révision en 1893 chez Bote et Block. Une édition critique a été faite en 1959 chez Burghauser.

## Analyse de l'œuvre
1. Allegretto ma non troppo
2. Andante cantabile
3. Allegro scherzando
4. Allegro ma non troppo

- Durée d'exécution: trente minutes.